# آریامن (ودایی)
آریامن (به سانسکریت: अर्यमन्‌) یکی از خدایان هندوی اولیه ودایی، ایزدان هندوئیسم است. نام او به معنای «شریک زندگی»، «دوست نزدیک»، «شریک»، «همبازی» یا «همراه» است. او سومین پسر آدیتی، مادر سوریا (ایزد) است و به عنوان قرص خورشید نیمه صبح به تصویر کشیده شده‌است. او خدای آداب و رسوم است و بر آداب و رسوم حاکم بر قبایل و مردمان مختلف ودایی حکومت می‌کند.